# 韓洪九
韓 洪九（ハン・ホング、朝鮮語: 한홍구、Han Hong-goo、1959年7月16日 - ）は、大韓民国の聖公会大学校教養学部教授、歴史家でありリベラル派知識人の一人。自身のハンギョレ新聞連載コラムを書籍化した『韓洪九の韓国現代史』は 2008年に大韓民国国防省が選定した不穏書籍（有害図書）に指定された。本貫は清州韓氏。
朝鮮時代の歴史学者の韓百謙の14代孫に当たる。東亜日報創刊メンバー、朝鮮日報元編集局長の韓基岳は祖父、大韓民国憲法の起草者の兪鎮午は外祖父。父は出版社「一潮閣」の経営者の韓万年で、元外交部長官の朴東鎮はおばの夫。

## 政治的スタンス
韓洪九は典型的な韓国リベラル派の論客とされる。近現代の日本の韓国植民地支配とそれに伴う慰安婦、強制連行、皇民化政策などの政策には否定的であり、徹底した補償と謝罪を求めている。これだけならば殆どの韓国の知識人に共通であるが、韓はリベラル派として過去の軍事独裁政権に対しても非常に厳しい批判を加えている。

### ベトナム戦争派兵問題
韓は朴大統領のベトナム戦争派兵問題に対しては特に手厳しい。彼は自著『韓洪九の韓国現代史』でベトナム戦争に対し冷戦下の代理戦争としての側面よりもアメリカの植民地解放運動抑圧としての面を重視し、日本による侵略と植民地支配に苦しんだ韓国の近代史と重ね合わせながら、朴大統領を批判している。ベトナム戦争における韓国軍の虐殺、婦女レイプ問題の謝罪と補償を求める運動の指導者でもあり、2001年には金大中大統領（当時）のベトナム大統領への謝罪と補償を引き出すなど一定程度の成果を挙げた。しかし韓自身はこの結果を不充分とし、韓国民全てがベトナム人に対して犯した罪悪を自覚するまでこの問題は終わらないと述べている。また『韓洪九の韓国現代史』日本語版序文では、自身がこの問題に関わることを通じて、日本による韓国植民地支配とそこで起こった悲劇、韓国軍事独裁政権の圧政とベトナム人虐殺などといった罪悪は偏狭な民族主義（反日/嫌韓）によってではなく、人類共通の民主主義の基準に依り裁かれるべきだと悟ったと記し、偏狭な反日意識を脱そうとする切っ掛けとなったことを述べている。

### 韓国軍問題
韓は韓国軍が行った民主化運動弾圧事件、朝鮮戦争中の民間人虐殺などに対しても厳しい批判を行っている。近年に至るまで反共の空気の中で軍批判はタブー視されており、朝鮮戦争は北朝鮮のみが一方的に悪いものとされていた。韓は朝鮮戦争中の韓国軍の民間人虐殺やそれ以前の済州島四・三事件などを取り上げ、韓国軍の非人道的性格を批判した。また兵役制度に対しても、良心的兵役拒否を認めるべきだとしている。

### 親日派問題
韓はまた親日派に関しても厳しい批判を行っている。直接には彼等が日本の韓国植民地統治に協力し、慰安婦や労働者の強制連行、皇民化政策推進などに関与したためであるが、それだけでなく解放後親日派とその流れを汲む人々が韓国軍事独裁政権のエリートとして君臨し、かつての植民地支配体制なども参考にしつつ韓国民への抑圧的支配を行ったためでもある。

### 太陽政策問題
韓は太陽政策擁護派である。北朝鮮の抑圧的政治体制は批判しつつも、彼はそれが生じた歴史的背景を重視し、安易な強硬策は問題解決には繋がらないと主張している。

## 批判
韓洪九の父親である韓万年は、1989年7月20日付け国民日報コラムで、韓洪九が史料を扱う技術と解釈をする力が不足している点、無数の先学の試行錯誤と業績をないがしろにした『井の中の蛙』になった点、無知なところに含んだ自信感、不足した能力で講演を行うという点があると批判した。

## 参照
1. ↑  법원 "'불온서적' 반발 군법무관들 징계 정당" 아시아경제 2010년 4월 24일 작성
2. 1 2  원희복 (2018年7月22日). “[원희복의 인물탐구] 한홍구 “독재헌법에도 빨갱이 마구 죽일 조항 없었다”” (朝鮮語). 경향신문. 2023年10月17日閲覧。
3. 1 2  오창익 (2015年10月19日). “[세상읽기] 조선일보와 한홍구 교수의 싸움” (朝鮮語). 경향신문. 2023年10月17日閲覧。
4. ↑  “'박정희 죽어야' 한홍구는 '금수저 좌파'?” (朝鮮語). 조선일보 (2015年10月14日). 2023年10月17日閲覧。
5. ↑  http://www.altasia.org/hangyore/hangyore01374_2.htm
6. ↑  '박정희 죽었어야' 한홍구 부친 한만년 "미련한 인간" 데일리안 2015-10-17